# Oxylobus
Oxylobus es un género de plantas perteneciente a la familia Asteraceae. Comprende 12 especies descritas y de estas, solo 6 aceptadas.  Es originario de Sudamérica.

## Descripción
Las plantas de este género sólo tienen disco (sin rayos florales) y los pétalos son de color blanco, ligeramente amarillento blanco, rosa o morado (nunca de un completo color amarillo).

## Taxonomía
El género fue descrito por (DC.) Moc. ex A.Gray y publicado en Proceedings of the American Academy of Arts and Sciences 15: 25. 1880. La especie tipo es:  Phania trinervia DC

## Especiesaceptadas
A continuación se brinda un listado de las especies del género Oxylobus aceptadas hasta junio de 2012, ordenadas alfabéticamente. Para cada una se indica el nombre binomial seguido del autor, abreviado según las convenciones y usos.
- Oxylobus adscendens (Sch.Bip. ex Hemsl.) B.L.Rob. & Greenm.
- Oxylobus arbutifolius (Kunth) A.Gray
- Oxylobus glandulifer A. Gray
- Oxylobus glanduliferus (Sch.Bip. ex Benth. & Hook.f.) A.Gray
- Oxylobus oaxacanus S.F.Blake
- Oxylobus preecei B.L.Turner